# 南三北七
南三北七，佛教术语，为中国南北朝时，汉传佛教天台宗智顗在《法华玄义》所言及的教相判释分类体系。
根据《法华玄义》中分类，其通用三种教相：一顿、二渐、三不定。具体在教判中有所差异。智顗對南三北七的教判闡釋多所質難，形成新的教判體系，即五味八教。

## 分类
南地有：
- 虎丘山岌法師
  - 頓教：佛初出世頓說深理，《華嚴》為化菩薩，如日照高山。
  - 漸教：從淺至深
    - 有相教：十二年前，說《三藏》為化小乘，先教半字
    - 無相教：十二年後，為大乘人說無相《般若》，齊至《法華》
    - 常住教：最後雙林《涅槃》，明一切眾生皆有佛性

  - 不定教[1]：非頓非漸，深淺無定，而明佛性常住，如《勝鬘》《光明》

- 宗愛法師（莊嚴旻師[2]所用）
  - 頓教
  - 漸教
    - 有相教
    - 無相教
    - 同歸教：「無相教」與「常住教」之間，分出《法華》會三歸一
    - 常住教

  - 不定教

- 定林柔、次二師[3]，及道場觀法師[4][5]（開善[6][7]、光宅[8]所用）
  - 頓教
  - 漸教
    - 有相教
    - 無相教
    - 褒貶、抑揚教：《淨名》、《思益》諸方等經
    - 同歸教
    - 常住教

  - 不定教（無方教）

北地有：
- 北地師[9]、隱士劉虬[10]
  - 頓教
  - 漸教
    - 人天教：《提謂波利經》中為提謂、波利二人講述人天善法、五戒十善
    - 有相教
    - 無相教：合《淨名》、《般若》為無相教
    - 同歸教
    - 常住教

- 菩提流支三藏[11][12]、曇牟讖三藏[13][14]
  - 半字教
  - 滿字教

- 佛馱三藏[15]、學士光統[16][17]
  - 因緣宗，指說一切有部毘曇六因四緣
  - 假名宗，指《成實論》三假
  - 誑相宗，指《大品》、三論（慧遠不贊成以《大品》、《法華》等經配為不真宗，主張隨義分之，如《勝鬘》明空如來藏，是不真宗）
  - 常宗，指《涅槃》、《華嚴》等，常住佛性（慧遠不贊成以《華嚴》、《涅槃》、《維摩》、《勝鬘》等經配為真宗，主張隨義分之，如《勝鬘》明不空如來藏，是顯實宗）

- 護身寺自軌[18][19]所用
  - 因緣宗
  - 假名宗
  - 誑相宗
  - 常宗
  - 法界宗：《華嚴》明法界自在無礙

- 耆闍凜師[20]所用 [21]
  - 因緣宗
  - 假名宗
  - 誑相宗
  - 常宗
  - 真宗：《法華》萬善同歸。諸佛法久後，要當說真實
  - 圓宗：《大集》染淨俱融，法界圓普

- 北地禪師
  - 有相大乘：如《華嚴》、《瓔珞》、《大品》等，說階級十地功德行相
  - 無相大乘：如《楞伽》、《思益》，真法無詮次，一切眾生即涅槃相

- 北地禪師 
  - 一音教[22]：佛一音說法，隨類異解。諸佛常行一乘，眾生見三